# Igney (Meurthe e Mosella)
Igney è un comune francese di 115 abitanti situato nel dipartimento della Meurthe e Mosella nella regione del Grand Est.

## Storia
È documentata come Ygneis nel 1364. Prima del 1871, Igney faceva parte dell'arrondissement di Sarrebourg, nel dipartimento di Meurthe. Al fine di preservare l'integrità di una linea ferroviaria e il suo accesso all'importante stazione di Avricourt, la Francia negoziò con l'Impero tedesco una modifica dei confini. Ciò permise alla città di rimanere francese. Tuttavia Igney appartenne all'Impero tedesco per 5 mesi e 2 giorni, tra il 10 maggio 1871 (firma del trattato di Francoforte) e il 12 ottobre 1871, quando fu firmato a Berlino l'accordo di rettifica della frontiera con cui la Germania restituì alla Francia i comuni di Raon-lès-Leau e di Raon-sur-Plaine, nonché la città di Igney e la parte di Avricourt a sud della ferrovia.
La città subì gravi danni anni durante la seconda guerra mondiale.

### Simboli
Lo stemma del comune si blasona:
Era lo stemma di Michel Bussenne, che fu signore di Bathelémont-lès-Bauzemont e di Igney, elevato alla nobiltà dal duca Stanislao con lettere patenti del 22 settembre 1760.

## Società

### Evoluzione demografica
Abitanti censiti